# هنري جينينغس
هنري جينينغس (بالإنجليزية: Henry Jennings)‏ هو قائد بحري وقرصان مفوض إنجليزي من القرن الثامن عشر ولد في برمودا، خدم إنجلترا أثناء حرب الخلافة الإسبانية وأصبح أحد قادة جمهورية القراصنة في عقد 1710، ذكر أنه كان له أسطول مكون من 150 إلى 200 رجل، كبد الإسبان خسائر كبيرة. بعد نهاية الحرب عمل تحت إمرة وودس روجرز لأجل القضاء على بقية القراصنة، ولقاء عمله هذا أعفي من كل جرائم القرصنة وعاد إلى برمودا مع رجاله بعد أن جمع ثروات كثيرة، بعض المصادر تذكر أنه بقي في برمودا ومصادر أخرى تقول أنه أسر من قبل الإسبان ورحل إلى سجن في هسبانيولا. توفي في حوالي سنة 1745.